# باولين كوكويت
باولين كوكويت (مواليد 19 مايو 1997) هي لاعبة ألعاب قوى بلجيكية متخصصة في سباق 400 متر حواجز،شاركت في أولمبياد 2020.